# Espaço normal
Em topologia, e ramos relacionados da matemática, um espaço topológico {\displaystyle X} é dito normal caso ele satisfaça a seguinte propriedade de separação:
Para todo par de fechados dijuntos {\displaystyle E} e {\displaystyle F} em {\displaystyle X} existem abertos disjuntos {\displaystyle U} e {\displaystyle V} de forma que {\displaystyle E\subset U} e {\displaystyle F\subset V}.
Dizemos também que {\displaystyle X} separa fechados.
Quando X é métrico e Hausdorff, então é normal e diz-se que X é um espaço T4.

Os conjuntos fechados E e F, aqui representados por discos fechados em lados opostos da figura, estão separados pelas suas respectivas vizinhanças U e V, aqui representadas por discos maiores, abertos e disjuntos.

## Exemplos de espaços topológicos normais
- Na análise matemática, a maior parte dos espaços encontrados são normais, posto que qualquer espaço métrico é normal.
- Um espaço X com a topologia grosseira ou com a topologia discreta é normal (trivial: todo fechado é aberto nestas topologias)
- Qualquer espaço compacto e Hausdorff é normal.
- Todo espaço paracompacto e Hausdorff é normal, assim como todo espaço regular e paracompacto.
- Toda variedade topológica paracompacta é normal. No entanto, existem variedades topológicas que não são paracompactas e tampouco normais.

## Propriedades
Todo espaço topológico normal {\displaystyle X} possui "muitas aplicações contínuas a valores reais". Esta afirmação pode ser formalizada pelo lema de Urysohn: Sejam {\displaystyle A,B\subset X} dois subconjuntos fechados e disjuntos. Então existe {\displaystyle f:X\rightarrow [0,1]} aplicação contínua tal que {\displaystyle f(x)=1}, para todo {\displaystyle x\in A} e {\displaystyle f(x)=0}, para todo {\displaystyle x\in B}.
De forma mais geral, temos o lema da extensão de Tietze:
Seja {\displaystyle X} um espaço topológico normal. Se {\displaystyle f:A\rightarrow [0,1]} é uma aplicação contínua, onde {\displaystyle A\subset X} é fechado, então existe uma extensão contínua de {\displaystyle f} com domínio em {\displaystyle X}, isto é; existe {\displaystyle F:X\rightarrow [0,1]} contínua tal que {\displaystyle F(x)=f(x)}, para todo {\displaystyle x\in A}.